# Лінійчастий спектр
Лінійчатий спектр — оптичний спектр, що складається з окремих ліній. Характерний для газів. 

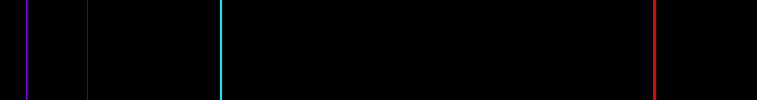
Лінійчатий спектр видимого випромінювання атома водню

Лінійчасті спектри характерні для газів, що складаються з окремих атомів або йонів, наприклад, атомів інертних газів або атомарного водню. Атомний спектр є також лінійчастим. Спектри багатоатомних молекул зазвичай смугасті, оскільки світлом збуджуються крім електронних ще й коливальні й обертові моди. 
Лінійчасті спектри пояснюються переходами між дискретними енергетичними електронними рівнями. 
Дві близько розташовані лінії в спектрі називаються дублетом, три — триплетом, чотири - чотириплетом тощо. 